# لانه کرم سفید (فیلم)
لانه کرم سفید (به انگلیسی: The Lair of the White Worm) فیلمی محصول سال ۱۹۸۸ و به کارگردانی کن راسل است. در این فیلم بازیگرانی همچون آماندا داناهو، هیو گرانت، کاترین آکسنبرگ، پیتر کاپالدی، سامی دیویس، استرتفورد جونز، پل بروک و جینا مک‌کی ایفای نقش کرده‌اند.